# 금훈
금훈(琴熏, 생몰년 미상)은 고려 후기의 관인이다.
원종(元宗) 12년(1271년) 진도를 거점으로 몽골과 고려 정부에 항거하던 삼별초가 진압되고 김통정(金通精)을 위시한 삼별초 잔당들은 제주로 달아나 항쟁을 이어갔다. 고려 조정은 원종 13년(1272년) 3월 각문부사(閣門副使) 금훈을 제주역적초유사(濟州逆賊招諭使)로 원 세조의 초유문(招諭文)을 가지고 산원 이정(李貞)과 함께 제주로 가서 삼별초를 회유하게 하였다.
그러나 4월 15일 출항한 금훈은 역풍으로 보마도(甫麻島)에 정박하다가 김희취(金希就), 오인봉(吳仁鳳), 전우(田祐) 등이 거느린 삼별초 선단 4척에 나포되었다. 삼별초군은 금훈이 탄 배를 빼앗고 선원들을 납치하였으며, 금훈 일행을 추자도(楸子島)에 억류하고 고려 조정에서 보낸 초유문을 제주로 가지고 가서 김통정에게 알렸다. 김통정은 초유문을 받을 수 없다는 회보를 보냈고, 김희취 등은 금훈을 향해 "네놈들이 지난번에 진도에 사람을 보내 우리를 꾀어 안심시켜 놓고 대군을 끌고 와서 쳐부수었다. 부모와 처자는 사람이면 누구나 가장 아끼는데 그들을 모조리 잡아서 끌고 갔다. 그래서 우리는 원한이 뼛속까지 사무쳐 있다. 이제 너희가 또 우리를 모두 없애려고 와서 꾀는데, 너희들을 한 놈도 남기지 않고 싸그리 죽여버려야 하지만 그렇게 했다가는 우리의 의지를 알릴 방법이 없으니 풀어주겠다"며 못 쓰게 된 작은 배 한 척에 늙은 선원 한명과 초유문을 주어 돌려보냈다. 일행 가운데 기관(記官)과 전리(電吏), 초공, 인해(引海, 항해사) 네 명은 모두 죽임을 당했고 나머지 선원 열 명도 삼별초에 끌려갔다.
금훈은 섬에서 헤매다 앞서 삼별초에 끌려갔던 선원 가운데 죽음을 면한 세 사람을 만나서 4월 29일에 육지부로 돌아올 수 있었으며, 5월 27일에 개경 조정에 복명하여 자신이 겪은 고초와 삼별초의 동향을 전하였다. 삼별초는 원종 13년(1272년) 5월 20일 탐진현을 쳐서 불사르고 약탈하였으며 삼별초가 탐진을 공격하고 사흘 뒤에 금훈은 합문부사(정6품)으로써 원으로 가서 자신이 겪은 고초와 함께 삼별초의 무력 정벌을 위한 원군 파병을 요청하였다.

## 같이 보기
- 김통정
- 삼별초
- 봉화 금씨